# Țara Moților
Țara Moților (tedesco: Motzenland), nota anche come Țara de Piatră ("Paese di Pietra") è una regione etnogeografica della Romania nei monti Apuseni, sul bacino superiore dei fiumi Arieș e Crișul Alb. Copre parti delle contee rumene di Alba, Arad, Bihor, Cluj e Hunedoara e una parte forma il Parco Naturale Apuseni.

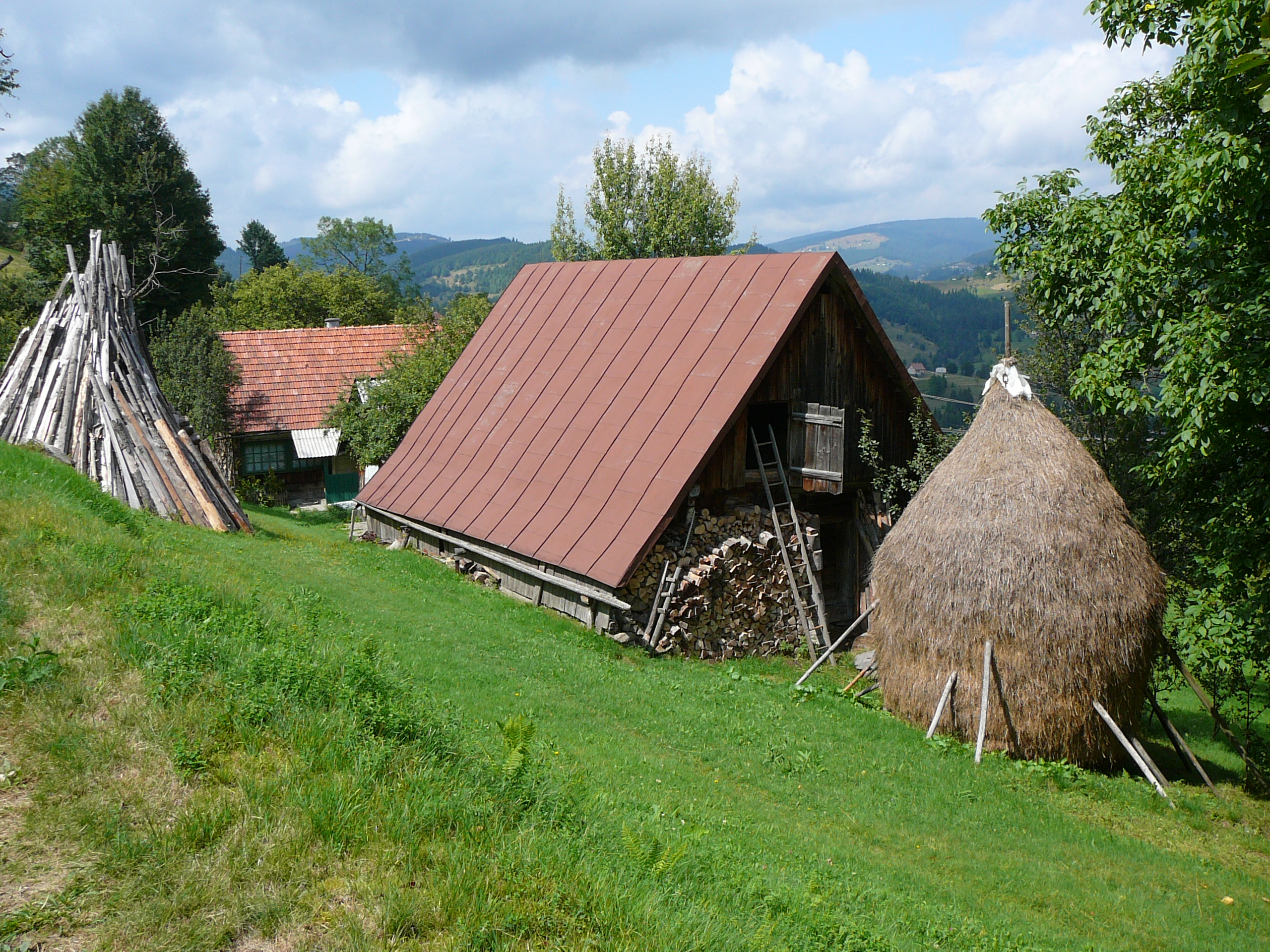
tipica fattoria in Țara Moților

Gli abitanti di Țara Moților sono conosciuti come "moți" ( tedesco : Motzen , ungherese : mócok).